# Compans-Caffarelli

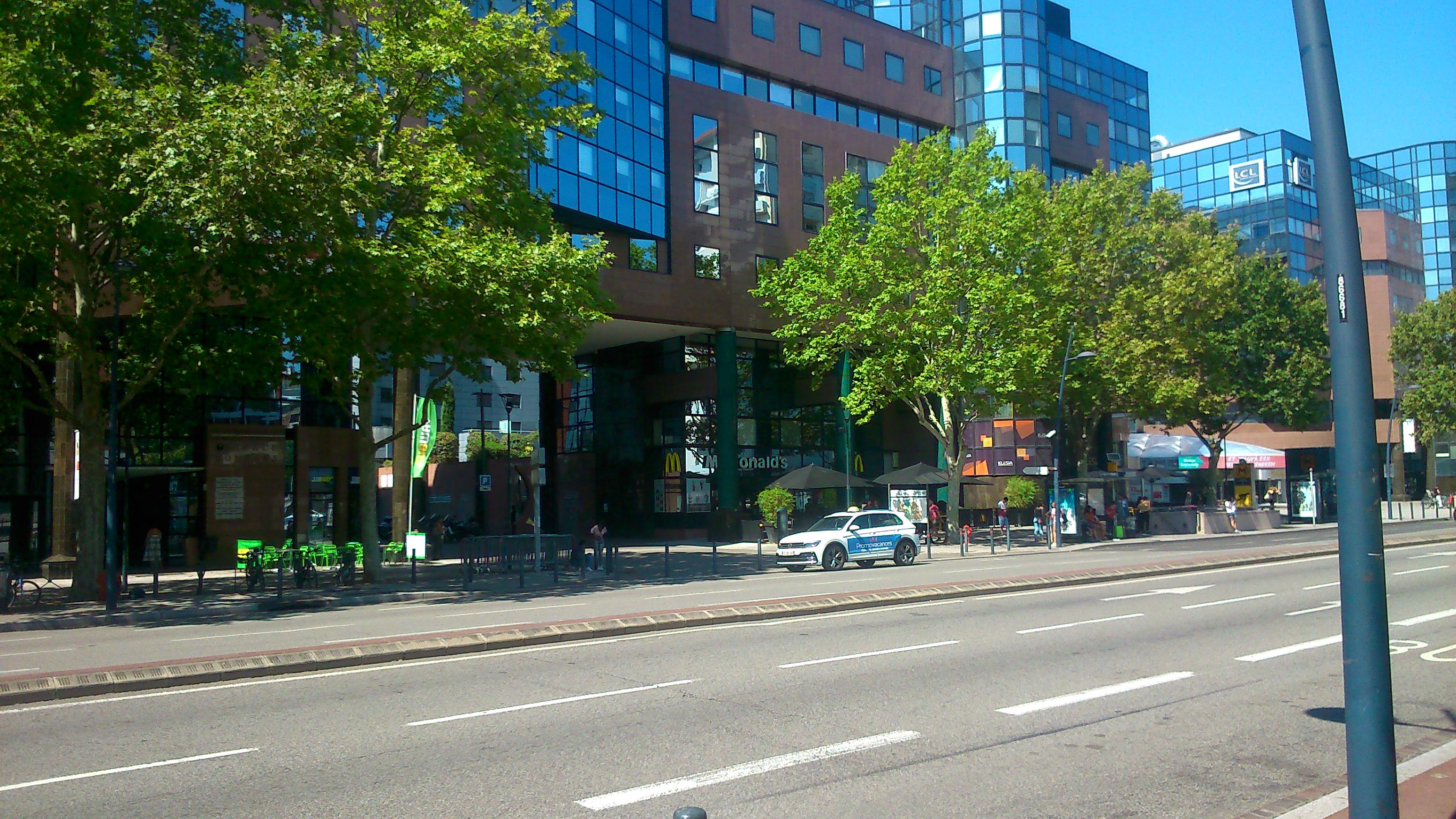
Boulevard Lascrosses

Compans-Caffarelli è un quartiere degli affari di Tolosa, nell'Alta Garonna, in Francia, dove si trovano aziende e grandes écoles.
Si trova vicino al Canal du Midi.

## Nome
Il nome deriva dal generale di divisione francese Jean Dominique Compans e dal général de division francese di origine italiana Marie-François Auguste de Caffarelli du Falga.

## Geografia
Il distretto si trova tra il Canal de Brienne (a sud) e il Canal du Midi (a nord).

## Edifici e Monumenti
Compans-Caffarelli accoglie hotel, aziende (come EDF, Orange Business Services), aree sportive e commerciali, nonché l'Università Capitole di Tolosa 1, la Toulouse Business School, un campus di Epitech (università IT), un campus di IPSA (aerospace università), un campus di ISEG (scuola di comunicazione) etc.